# Homalocantha anatomica
Homalocantha anatomica là một loài ốc biển, là động vật thân mềm chân bụng sống ở biển thuộc họ Muricidae, họ ốc gai.

## Phân loài
- Homalocantha anatomica elatensis Heiman & Mienis, 2009 (syn. Homalocantha elatensis Heiman & Mienis, 2009)
- Homalocantha anatomica var. zamboi Burch & Burch, 1960 (syn. Homalocantha zamboi Burch & Burch, 1960)

## Miêu tả
Kích thước vỏ ốc trong khoảng 38 mm và 63 mm

## Phân bố
Loài này phân bố ở Biển Đỏ và ở Ấn Độ Dương dọc theo lưu vực Mascarene.

## Hình ảnh

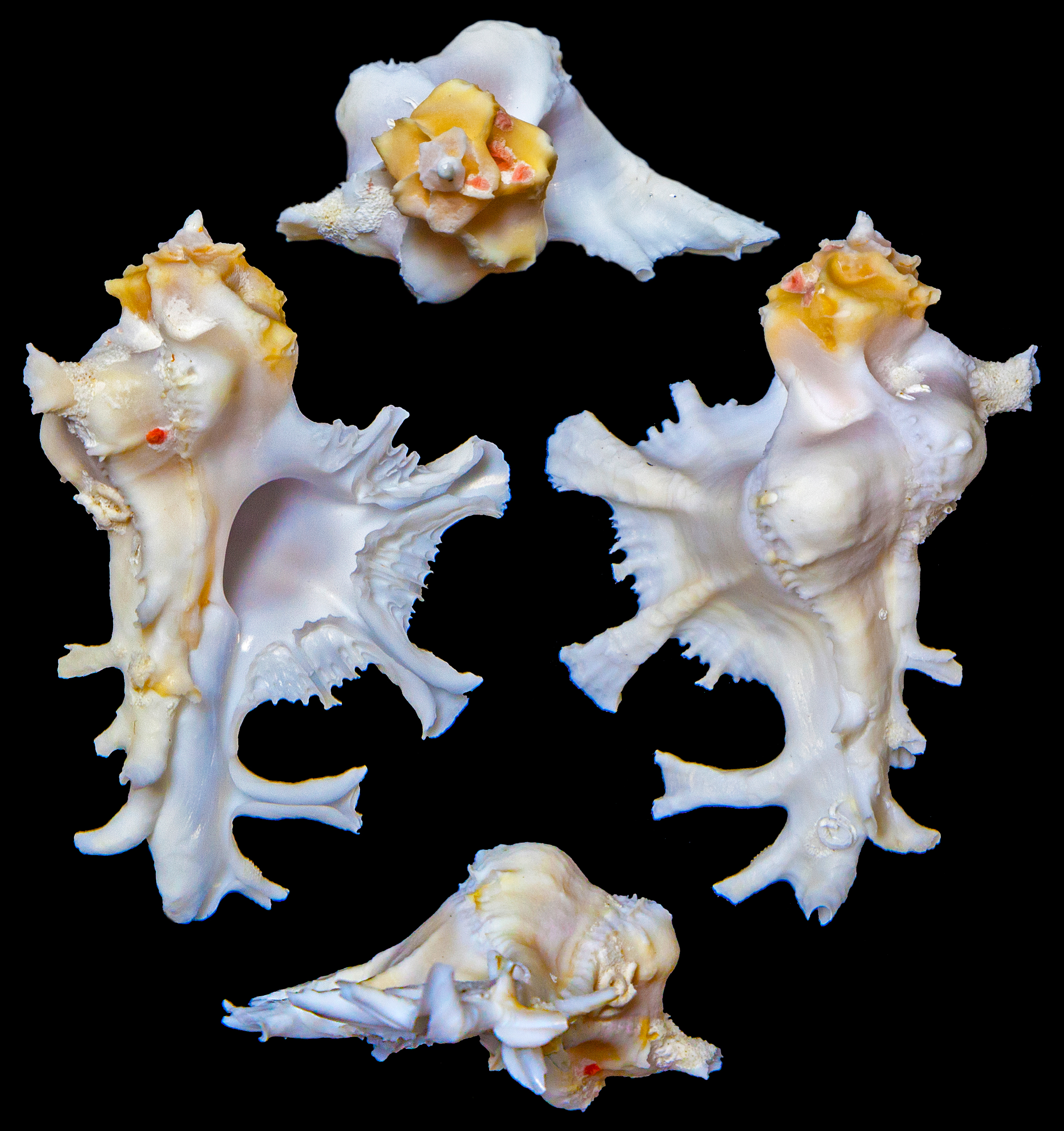